# Pírcing de castedat
El pírcing de castedat és un tipus de pírcing genital que es pot utilitzar per imposar la castedat.

## Dones
S'utilitza un anell o un altre dispositiu per mantenir els llavis tancats, impedint que la usuària tingui relacions sexuals vaginals. Quan l'objectiu és la negació de l'estimulació directa del clítoris, es pot fixar un escut clitorial (Clit shield) sobre la zona del clítoris amb pírcings labial.

## Homes
En els homes, el pírcing de castedad es pot realitzar de diverses maneres. A través de la infibulació (ficar un pírcing per tancar el prepuci), un pírcing Prince Albert o pírcing al fre prepucial amb un mecanisme de bloqueig de menor calibre (per a evitar el coit), o encadenant un pírcing Prince Albert amb un pírcing Guiche (per a evitar una erecció).

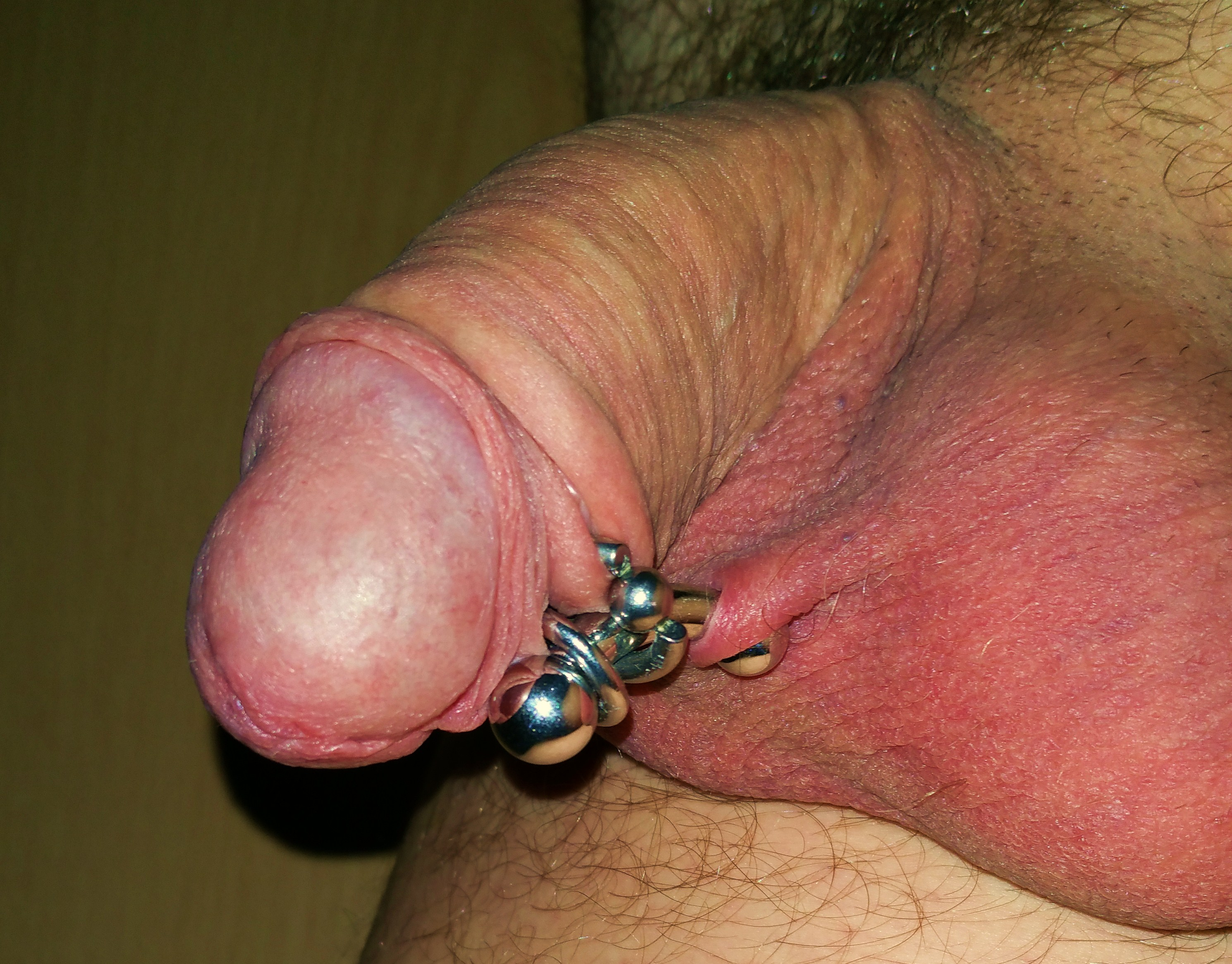
Pírcing de castedat format per un pírcing al prepuci i un pírcing hafada. Cada erecció és dolorosa
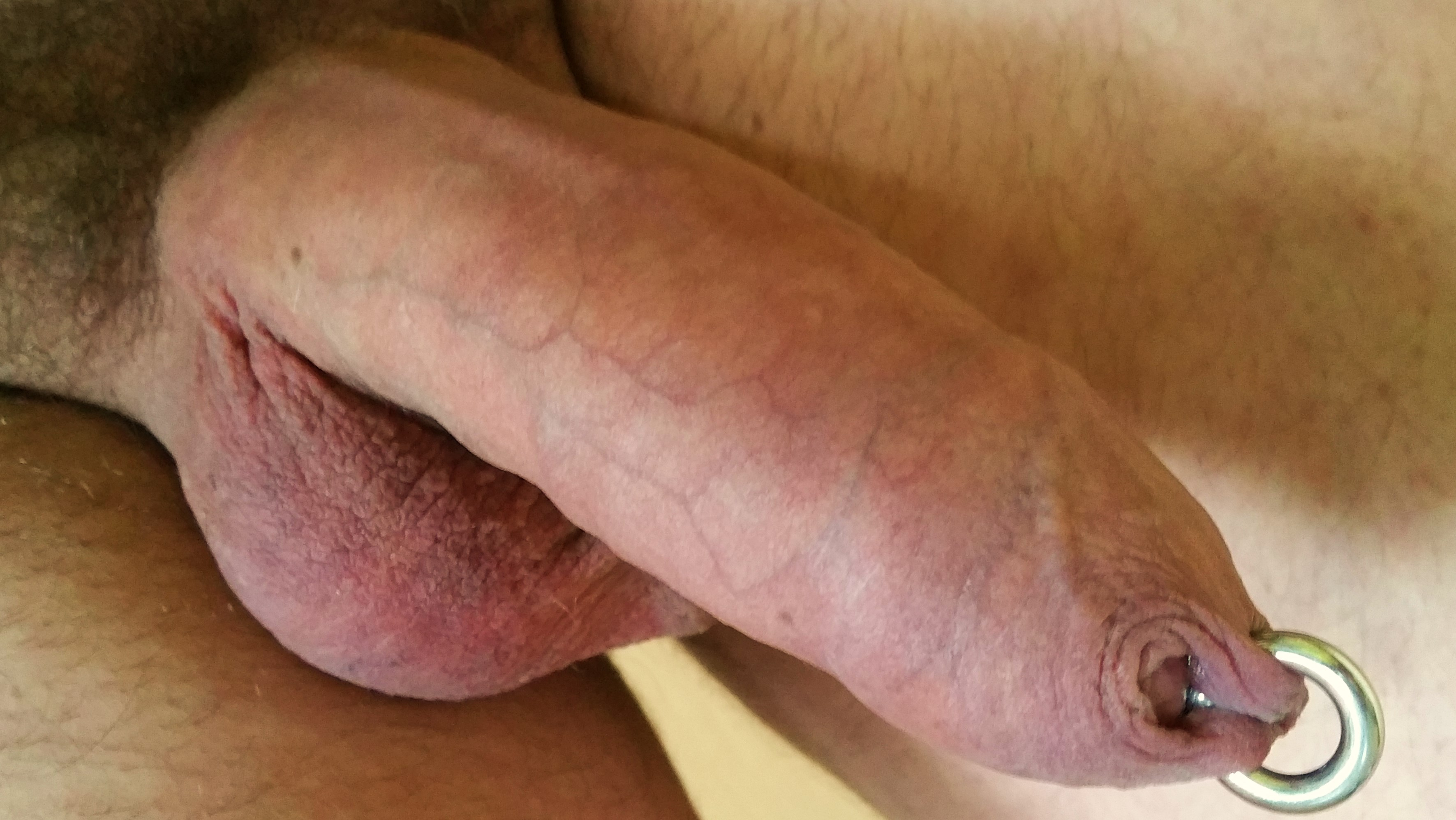
Pírcing de castedat amb un pírcing al prepuci
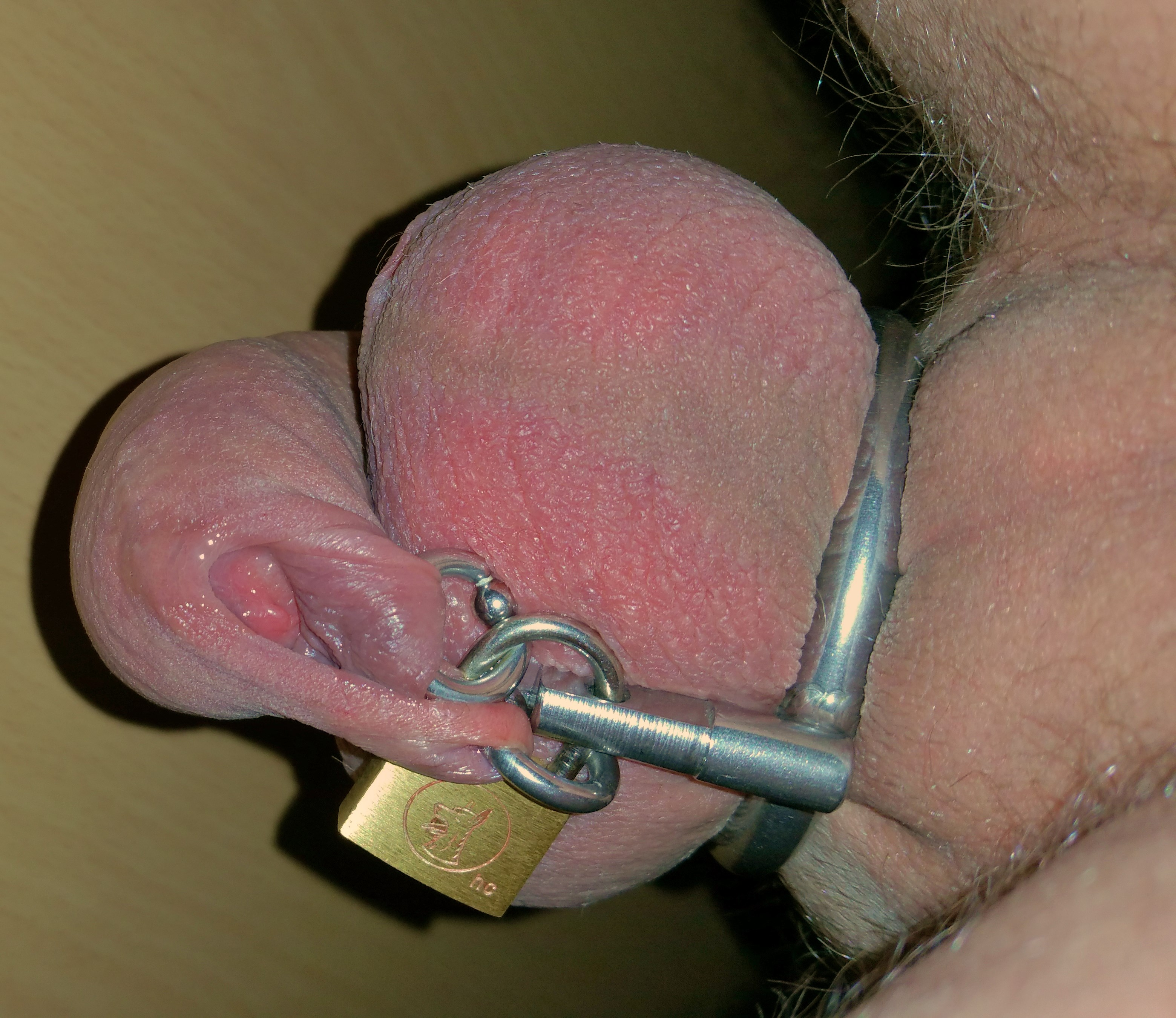
Pírcing de castedat amb un pírcing al prepuci, formant un cinodesme